# Cuộc đua xe đạp tranh Cúp truyền hình Thành phố Hồ Chí Minh 1990
Cuộc đua xe đạp toàn quốc tranh Cúp truyền hình Thành phố Hồ Chí Minh 1990 là giải đấu lần thứ hai của Cuộc đua xe đạp toàn quốc tranh Cúp truyền hình Thành phố Hồ Chí Minh do Đài Truyền hình Thành phố Hồ Chí Minh và Phòng Thể dục - Thể thao quận Gò Vấp phối hợp tổ chức, diễn ra từ ngày 18 tháng 9 đến ngày 23 tháng 9 năm 1990. Cuộc đua gồm 5 chặng với tổng lộ trình hơn 700 km, đi từ Thành phố Hồ Chí Minh qua các thành phố Phan Thiết, Phan Rang, Đà Lạt, Bảo Lộc và về lại Thành phố Hồ Chí Minh.
Vương Chí Thành của đội Công ty xuất nhập khẩu Tân Bình giành áo vàng trong cuộc đua lần này, đồng thời giành cả áo xanh và áo chấm đỏ. Ông là người đầu tiên và duy nhất tính đến nay giành ba danh hiệu cá nhân chung cuộc trong một cuộc đua.

## Danh sách tham dự
Cuộc đua lần thứ hai quy tụ các đội đua:
Danh sách này không đầy đủ, bạn cũng có thể giúp mở rộng danh sách.
- Xí nghiệp Chế biến Thực phẩm quận Gò Vấp
- Công an Thành phố Hồ Chí Minh
- Công An Nhân Dân
- Công ty xuất nhập khẩu Tân Bình

## Lộ trình
| Chặng | Ngày       | Đoạn đường                                      | Khoảng cách     |
| ----- | ---------- | ----------------------------------------------- | --------------- |
| 1     | 18 tháng 9 | Thành phố Hồ Chí Minh đi Phan Thiết (Thuận Hải) | 179 km          |
| 2     | 19 tháng 9 | Phan Thiết đi Phan Rang (Thuận Hải)             | 147 km          |
| 3     | 20 tháng 9 | Phan Rang đi Đà Lạt (Lâm Đồng, đèo Ngoạn Mục)   | 121 km          |
| —     | 21 tháng 9 | Nghỉ tại Đà Lạt                                 | Nghỉ tại Đà Lạt |
| 4     | 22 tháng 9 | Đà Lạt đi Bảo Lộc                               | 103 km          |
| 5     | 23 tháng 9 | Bảo Lộc đi Thành phố Hồ Chí Minh                | 148 km          |

## Xếp hạng chung cuộc
|               | Vận động viên    | Đội                             |
| ------------- | ---------------- | ------------------------------- |
| Áo vàng       | Vương Chí Thành  | Công ty xuất nhập khẩu Tân Bình |
| Áo chấm đỏ    | Vương Chí Thành  | Công ty xuất nhập khẩu Tân Bình |
| Áo xanh       | Vương Chí Thành  | Công ty xuất nhập khẩu Tân Bình |
| Giải đồng đội | Công An Nhân Dân | Công An Nhân Dân                |